# وسام كاصد
وسام كاصد حارس مرمى عراقي (ولد في 13 فبراير 1981) في بغداد، شارك في بعض المباريات وهو شقيق الحارس محمد كاصد.
لعب لنادي أربيل العراقي وشارك مع منتخب العراق لكرة القدم في ثلاث مباريات.

## روابط خارجية
- وسام كاصد على موقع قاعدة بيانات كرة القدم.إي يو (الإنجليزية)
- وسام كاصد على موقع ناشيونال فوتبول تيمز (الإنجليزية)
- وسام كاصد على موقع كووورة